# Coccophagus gahani
Coccophagus gahani är en stekelart som beskrevs av Annecke och Insley 1974. Coccophagus gahani ingår i släktet Coccophagus och familjen växtlussteklar.
Artens utbredningsområde är Kenya. Inga underarter finns listade i Catalogue of Life.